# Downtime
Downtime (engl. für Stillstandszeit, Ausfallzeit, Abstellzeit) ist die gebräuchliche Bezeichnung der Zeit, in der ein System, insb. ein Computersystem, nicht verfügbar bzw. nicht funktionstüchtig ist. Man unterscheidet zwischen geplanter und ungeplanter Downtime.

## Geplante Downtime
Als geplante Downtime bezeichnet man eine gezielte und planmäßige Abschaltung eines Computersystems. Oft wird eine geplante Downtime in die arbeitsfreien Nachtstunden gelegt und den Benutzern angekündigt. Meist stehen Alternativsysteme bereit. Eine geplante Downtime ist z. B. bei Hardware-Aufrüstungen oder Umzügen notwendig.

## Ungeplante Downtime
Als ungeplante Downtime bezeichnet man plötzlich auftretende Störungen, wie z. B. infolge von Head-Crashs bei Festplatten oder Überhitzung. Eine ungeplante Downtime kann zu schweren finanziellen Verlusten führen, da die von dem betroffenen EDV-System unterstützten Geschäftsprozesse nicht oder nur unter Mehraufwand ablaufen können.
Beispielsweise bei einem Webshop würde sich das in ausbleibenden Bestellungen niederschlagen. Der Ausfall eines ERP-Systems könnte nach kurzer Zeit eine ganze Fabrikanlage lahmlegen, weil keine Just-in-time-Produktion mehr möglich ist. Als Gegenmaßnahme wird redundant ein Ersatzsystem vorgehalten, das im Notfall die Funktionen des primären Systems übernehmen kann. Man spricht vom Failover.
Bei Computersystemen wird die Verfügbarkeit in Dauer der Uptime in der Gesamtzeit gemessen und in Prozent angegeben. Ein 7x24-System mit 99 % Verfügbarkeit darf im Jahr 3,6 Tage ausfallen, ein 99,99 % verfügbares System 52 Minuten und ein 99,999 % (five nines) verfügbares System nur fünf Minuten. Computersysteme können hochverfügbar gemacht werden, indem sie über interne Redundanz, z. B. mehrere Netzteile oder RAID, verfügen oder indem sie als verteilte Systeme betrieben werden.
Das Gegenteil von Downtime ist die Uptime.